# 南那須町
南那須町（みなみなすまち）は、かつて栃木県の東部、那須郡に属していた町である。宇都宮市への通勤率は16.4%（平成12年国勢調査）。

2005年10月1日、烏山町との合併により那須烏山市となった。

## 地理
- 河川：荒川

### 隣接していた自治体
- さくら市
- 芳賀郡
  - 市貝町
- 塩谷郡
  - 高根沢町
- 那須郡
  - 小川町
  - 烏山町

## 歴史

### 沿革
- 1889年（明治22年）4月1日 - 荒川村（あらかわむら）、下江川村（しもえがわむら）が発足。
- 1923年（大正12年）4月15日 - 烏山線が開業。
- 1954年（昭和29年）6月1日 - 荒川村・下江川村が合併し、南那須村となる。
- 1970年（昭和45年）4月1日 - 国道293号が指定。
- 1971年（昭和46年）9月1日 - 南那須村が町制施行し、南那須町となる。
- 1997年（平成9年）12月1日 - 塩谷郡氏家町と境界変更。
- 2005年（平成17年）10月1日 - 烏山町と新設合併して那須烏山市となり、廃止。

### 行政区域変遷
- 変遷の年表

| 南那須町町域の変遷（年表） | 南那須町町域の変遷（年表） | 南那須町町域の変遷（年表） |
| 年                         | 月日                       | 旧南那須町町域に関連する行政区域変遷 |
| -------------------------- | -------------------------- | --- |
| 1889年（明治22年）         | 4月1日                     | 町村制施行により、以下の町村が発足。 - 荒川村 ← 森田町と田野倉村・岩子村・小塙村・高瀬村・小河原村・東原村・大里村・曲田村・ 曲畑村・大畑村・宇井村・小倉村・八ケ代村・福岡村・鴻野山村・小白井村 - 下江川村 ← 熊田村・月次村・志鳥村・上川井村・下川井村・南大和久村・藤田村・三箇村 |
| 1954年（昭和29年）         | 6月1日                     | 荒川村・下江川村が合併し南那須村が発足。 |
| 1971年（昭和46年）         | 9月1日                     | 南那須村は町制施行し南那須町となる。 |
| 2005年（平成17年）         | 10月1日                    | 南那須町は烏山町と合併し那須烏山市が発足。南那須町は消滅。 |

- 市制・町村制以前の変遷表

| 市制町村制以前の南那須町町域の変遷表 | 市制町村制以前の南那須町町域の変遷表 | 市制町村制以前の南那須町町域の変遷表 | 市制町村制以前の南那須町町域の変遷表 | 市制町村制以前の南那須町町域の変遷表 |
| 1868年 以前                          | 1868年 以前                          | 明治元年 - 明治22年                  | 明治元年 - 明治22年                  | 明治22年 4月1日                      |
| ------------------------------------ | ------------------------------------ | ------------------------------------ | ------------------------------------ | ------------------------------------ |
|                                      | 森田町                               | 森田町                               | 森田町                               | 荒川村                               |
|                                      | 田野倉村                             |                                      |                                      | 荒川村                               |
|                                      | 岩子村                               |                                      |                                      | 荒川村                               |
|                                      | 小塙村                               |                                      |                                      | 荒川村                               |
|                                      | 高瀬村                               |                                      |                                      | 荒川村                               |
|                                      | 小河原村                             |                                      |                                      | 荒川村                               |
|                                      | 東原村                               |                                      |                                      | 荒川村                               |
|                                      | 万行村                               | 明治初年 十一人村                    | 明治9年 大里村                       | 荒川村                               |
|                                      | 小鍋村                               | 明治初年 十一人村                    | 明治9年 大里村                       | 荒川村                               |
|                                      | 深作村                               |                                      | 明治9年 大里村                       | 荒川村                               |
|                                      | 曲田村                               |                                      |                                      | 荒川村                               |
|                                      | 曲畑村                               |                                      |                                      | 荒川村                               |
|                                      | 大金村                               | 大金村                               | 明治6年 大金村                       | 荒川村                               |
|                                      | 中ノ内村                             |                                      | 明治6年 大金村                       | 荒川村                               |
|                                      | 宇井村                               |                                      |                                      | 荒川村                               |
|                                      | 小倉村                               |                                      |                                      | 荒川村                               |
|                                      | 八ケ代村                             |                                      |                                      | 荒川村                               |
|                                      | 福岡村                               |                                      |                                      | 荒川村                               |
|                                      | 鴻野山村                             |                                      |                                      | 荒川村                               |
|                                      | 小白井村                             |                                      |                                      | 荒川村                               |
|                                      | 熊田村                               | 熊田村                               | 明治7年 熊田村                       | 下江川村                             |
|                                      | 中井上村                             |                                      | 明治7年 熊田村                       | 下江川村                             |
|                                      | 新熊田村                             |                                      | 明治7年 熊田村                       | 下江川村                             |
|                                      | 月次村                               |                                      |                                      | 下江川村                             |
|                                      | 志鳥村                               |                                      |                                      | 下江川村                             |
|                                      | 上川井村                             |                                      |                                      | 下江川村                             |
|                                      | 下川井村                             |                                      |                                      | 下江川村                             |
|                                      | 大和久村                             | 大和久村                             | 明治7年 南大和久村                   | 下江川村                             |
|                                      | 藤田村                               |                                      |                                      | 下江川村                             |
|                                      | 入江野村                             | 入江野村                             | 明治7年 三箇村                       | 下江川村                             |
|                                      | 塙村                                 |                                      | 明治7年 三箇村                       | 下江川村                             |
|                                      | 西戸田村                             |                                      | 明治7年 三箇村                       | 下江川村                             |

- 市制・町村制以後の変遷表

|  | 森田町     | 荒川村   | 昭和29年6月1日 南那須村 | 昭和46年9月1日 町制 | 平成17年10月1日 那須烏山市 | 那須烏山市 |
|  | 田野倉村   | 荒川村   | 昭和29年6月1日 南那須村 | 昭和46年9月1日 町制 | 平成17年10月1日 那須烏山市 | 那須烏山市 |
|  | 岩子村     | 荒川村   | 昭和29年6月1日 南那須村 | 昭和46年9月1日 町制 | 平成17年10月1日 那須烏山市 | 那須烏山市 |
|  | 小塙村     | 荒川村   | 昭和29年6月1日 南那須村 | 昭和46年9月1日 町制 | 平成17年10月1日 那須烏山市 | 那須烏山市 |
|  | 高瀬村     | 荒川村   | 昭和29年6月1日 南那須村 | 昭和46年9月1日 町制 | 平成17年10月1日 那須烏山市 | 那須烏山市 |
|  | 小河原村   | 荒川村   | 昭和29年6月1日 南那須村 | 昭和46年9月1日 町制 | 平成17年10月1日 那須烏山市 | 那須烏山市 |
|  | 東原村     | 荒川村   | 昭和29年6月1日 南那須村 | 昭和46年9月1日 町制 | 平成17年10月1日 那須烏山市 | 那須烏山市 |
|  | 大里村     | 荒川村   | 昭和29年6月1日 南那須村 | 昭和46年9月1日 町制 | 平成17年10月1日 那須烏山市 | 那須烏山市 |
|  | 曲田村     | 荒川村   | 昭和29年6月1日 南那須村 | 昭和46年9月1日 町制 | 平成17年10月1日 那須烏山市 | 那須烏山市 |
|  | 曲畑村     | 荒川村   | 昭和29年6月1日 南那須村 | 昭和46年9月1日 町制 | 平成17年10月1日 那須烏山市 | 那須烏山市 |
|  | 大金村     | 荒川村   | 昭和29年6月1日 南那須村 | 昭和46年9月1日 町制 | 平成17年10月1日 那須烏山市 | 那須烏山市 |
|  | 宇井村     | 荒川村   | 昭和29年6月1日 南那須村 | 昭和46年9月1日 町制 | 平成17年10月1日 那須烏山市 | 那須烏山市 |
|  | 小倉村     | 荒川村   | 昭和29年6月1日 南那須村 | 昭和46年9月1日 町制 | 平成17年10月1日 那須烏山市 | 那須烏山市 |
|  | 八ケ代村   | 荒川村   | 昭和29年6月1日 南那須村 | 昭和46年9月1日 町制 | 平成17年10月1日 那須烏山市 | 那須烏山市 |
|  | 福岡村     | 荒川村   | 昭和29年6月1日 南那須村 | 昭和46年9月1日 町制 | 平成17年10月1日 那須烏山市 | 那須烏山市 |
|  | 鴻野山村   | 荒川村   | 昭和29年6月1日 南那須村 | 昭和46年9月1日 町制 | 平成17年10月1日 那須烏山市 | 那須烏山市 |
|  | 小白井村   | 荒川村   | 昭和29年6月1日 南那須村 | 昭和46年9月1日 町制 | 平成17年10月1日 那須烏山市 | 那須烏山市 |
|  | 熊田村     | 下江川村 | 昭和29年6月1日 南那須村 | 昭和46年9月1日 町制 | 平成17年10月1日 那須烏山市 | 那須烏山市 |
|  | 月次村     | 下江川村 | 昭和29年6月1日 南那須村 | 昭和46年9月1日 町制 | 平成17年10月1日 那須烏山市 | 那須烏山市 |
|  | 志鳥村     | 下江川村 | 昭和29年6月1日 南那須村 | 昭和46年9月1日 町制 | 平成17年10月1日 那須烏山市 | 那須烏山市 |
|  | 上川井村   | 下江川村 | 昭和29年6月1日 南那須村 | 昭和46年9月1日 町制 | 平成17年10月1日 那須烏山市 | 那須烏山市 |
|  | 下川井村   | 下江川村 | 昭和29年6月1日 南那須村 | 昭和46年9月1日 町制 | 平成17年10月1日 那須烏山市 | 那須烏山市 |
|  | 南大和久村 | 下江川村 | 昭和29年6月1日 南那須村 | 昭和46年9月1日 町制 | 平成17年10月1日 那須烏山市 | 那須烏山市 |
|  | 藤田村     | 下江川村 | 昭和29年6月1日 南那須村 | 昭和46年9月1日 町制 | 平成17年10月1日 那須烏山市 | 那須烏山市 |
|  | 三箇村     | 下江川村 | 昭和29年6月1日 南那須村 | 昭和46年9月1日 町制 | 平成17年10月1日 那須烏山市 | 那須烏山市 |

## 行政
- 町長：大谷範雄（閉町時）

## 地域

### 教育
- 栃木県立南那須養護学校（現・栃木県立南那須特別支援学校）

（以下、現那須烏山市立）

#### 中学校
- 南那須町立荒川中学校
- 南那須町立下江川中学校

#### 小学校
- 南那須町立荒川小学校
- 南那須町立江川小学校

#### 図書館
- 南那須町立図書館

## 交通

### 鉄道
- 東日本旅客鉄道（JR東日本）
  - ■烏山線
    - 鴻野山駅 - 大金駅 - 小塙駅

### 道路
一般国道
- 国道293号

主要地方道
- 栃木県道10号宇都宮那須烏山線
- 栃木県道25号那須烏山矢板線
- 栃木県道61号真岡那須烏山線
- 栃木県道64号宇都宮向田線

一般県道
- 栃木県道222号熊田喜連川線
- 栃木県道233号小川田野倉線

## 名所・旧跡・観光スポット・祭事・催事
- 大金温泉
- 曲田横穴墓群